# Delitti contro la libertà personale
I delitti contro la libertà personale, nell'diritto penale italiano, sono un insieme di figure criminose disciplinate dalla Sezione II, Capo III, Titolo XII (Dei delitti contro la persona), Libro II del codice penale (art. 605 ss. c.p.).

## Collocazione sistematica
I delitti contro la libertà personale appartengono al più ampio novero dei delitti contro la libertà individuale, che comprende cinque gruppi di reati: contro la personalità individuale; contro la libertà personale; contro la libertà morale; contro l'inviolabilità del domicilio; contro l'inviolabilità dei segreti.
L'impostazione seguita dal legislatore del codice penale, anteriore alla Costituzione, differisce dall'assetto della libertà individuale predisposto da quest'ultima, poiché si incentra su una libertà umana onnicomprensiva, a salvaguardia della quale è posta la norma generale che reprime la violenza privata (art. 610 c.p.), di cui le altre fattispecie incriminatrici rappresentano altrettante specificazioni. La Costituzione, al contrario, attribuendo rilievo centrale alla persona, si cura di individuare i singoli diritti di libertà meritevoli di tutela (art. 13-19, 21, 33, 41 Cost.).

## Oggettività giuridica
Il concetto di libertà personale si riferisce specificamente alla libertà in senso fisico.
Come tale si distingue dalla personalità individuale, che riguarda il generico status libertatis della persona e ne impone la tutela contro ogni forma di schiavitù (art. 600 ss. c.p.); si distingue altresì dalla libertà morale, che attiene invece alla libertà psichica (libertà di autodeterminazione, capacità di intendere e di volere, tranquillità psichica; art. 610 ss. c.p.).
La libertà personale fisica è il bene di rango più elevato nel sistema di tutela della libertà offerto dalla Costituzione, che la garantisce nella stessa norma d'apertura del Titolo I, Parte I (art. 13 Cost.); a questo fine prevede che le legittime privazioni della libertà (detenzione, ispezione, perquisizione) sottostiano a riserva di legge assoluta e a riserva di giurisdizione: possano cioè avvenire solo «nei casi e modi previsti dalla legge» e «per atto motivato dell'autorità giudiziaria».

## Singole fattispecie

### Sequestro di persona
Il sequestro di persona (art. 605 c.p.) consiste in qualsiasi condotta (reato a forma libera) che produca l'evento della privazione della libertà fisica. Pertanto, un sequestro di persona può essere commesso sia con violenza, sia anche solo con minaccia o inganno; sia attivamente, sia per omissione.
Affinché il reato sia integrato non è necessario che la privazione della libertà si protragga a lungo: sebbene la durata minima sia discussa, restano sicuramente fuori dalla previsione del codice soltanto le privazioni di libertà momentanee e 
fugaci. È sufficiente inoltre che la privazione della libertà sia relativa, nel senso che alla vittima non dev'essere necessariamente preclusa ogni possibilità di liberarsi da sé, con preclusione di tutte le vie di scampo.
In tutti i casi il sequestro è perfetto quando si realizza di una privazione della libertà personale di durata apprezzabile, ed è consumato quando questa privazione cessa, per qualsiasi motivo; poiché l'evento si protrae nel tempo, si parla di reato permanente.
Il sequestro di persona a scopo di estorsione è un'ipotesi speciale che, pur essendo contemplata tra i delitti contro il patrimonio (art. 630 c.p.), parimenti è posta in primo luogo difesa della libertà personale.

### Delitti sessuali
Dal 1996 sono stati inclusi tra i delitti contro la libertà personale i reati contro la libertà sessuale, inizialmente inseriti tra i delitti contro la moralità pubblica e il buon costume. Questa riforma è giudicata tuttavia puramente «simbolica» da parte della dottrina, anche perché in sostanza già realizzata da tempo dalla giurisprudenza.
Alcuni autori, inoltre, criticano la stessa correttezza della nuova collocazione (di seguito al modesto delitto di perquisizione e ispezione personali arbitrarie, quasi che la violenza sessuale fosse un'ipotesi speciale di quest'ultimo), ritenendo più corretta quella tra i delitti contro la libertà morale, se non proprio una nuova collocazione autonoma.
Sono delitti sessuali
- la violenza sessuale (art. 609-bis c.p.) e la violenza sessuale di gruppo (art. 609-octies c.p.);
- gli atti sessuali con minorenne (art. 609-quater c.p.);
- la corruzione di minorenne (art. 609-quinquies c.p.);
- l'adescamento di minorenni (art. 609-undecies c.p.).

### Altre ipotesi
Completano il quadro della tutela codicistica della libertà personale
- l'arresto illegale (art. 606 c.p.);
- l'indebita limitazione di libertà personale (art. 607 c.p.);
- l'abuso di autorità contro arrestati o detenuti (art. 608 c.p.);
- perquisizione e ispezione personali arbitrarie (art. 609 c.p.).